# 阿卜拉克薩斯
阿卜拉克薩斯（英語：Abraxas，從Abrasax，ΑΒΡΑΣΑΞ變體而來），為諾斯替教中之神祇，宇宙觀體系中的至高之存在。人身公雞頭，雙足為蛇，鍊金術方面的造詣極深。常被畫做右手持盾左手持鞭的形象，以當作護身符。

## 詞源
许癸努斯指出 Abrax Aslo Therbeeo 是荷馬史詩當中所提到「太陽馬」的名字，儘管擷取此作品中的這一片段作為根據並不甚合適，然而，它的頭三個音節恰好是 Abraxas 絕非偶然。
一部分的學者認為，雖然正確的拼法應該是 Abrasax ,然而許多古希臘作家或是雕刻家們會寫成 Abraxas ，這或許是因為念法相近，因而在翻譯傳遞的過程中產生了這種變化。這種拼法在古埃及的紙沙草紙文獻上時常見到，又或是古代的石刻版上也可以見到，儘管較為少見。
然而，利用古埃及文、希伯來文、古希臘文，或是科普特文等去探究此字的詞源並不完全成功，如下：

### 埃及
- J. J. Bellermann認為這個詞是由古埃及文中的 abrak 與 sax所組合成的。而它所代表的意思是 「光榮神聖」 或是 「令人感到崇拜、景仰的」
- 18世紀的英國一神論銀行家Samuel Sharpe在進行古埃及學研究時，紀錄該字意思為 “hurt me not.”

## 地位
諾斯替教認為一年365天，每天都有一隻專屬之精靈，而阿卜拉克薩斯則是統領這些精靈的神。基督教則認為其為生出邪惡物質界的元凶，視之為惡魔、墮天使。

## 外部連結
- （英文）Jewish encyclopedia entry （页面存档备份，存于）
- （英文）The complete texts of Carl Jung's "The Seven Sermons To The Dead" （页面存档备份，存于）